# Kanton Champdeniers-Saint-Denis
Der Kanton Champdeniers-Saint-Denis war bis 2015 ein französischer Wahlkreis im Arrondissement Niort, im Département Deux-Sèvres und in der Region Poitou-Charentes; sein Hauptort war Champdeniers-Saint-Denis. Vertreter im Generalrat des Départements war zuletzt von 2011 bis 2015 Jean-François Ferron (PS).
Der neun Gemeinden umfassende Kanton war 131,13 km² groß und hatte 5107 Einwohner (Stand: 1999). 

## Gemeinden
Der Kanton bestand aus neun Gemeinden:
| Gemeinde                 | Einwohner Jahr | Fläche km² | Bevölkerungsdichte | Code INSEE | Postleitzahl |
| ------------------------ | -------------- | ---------- | ------------------ | ---------- | ------------ |
| Champdeniers-Saint-Denis | 1.653 (2013)   | –          | – Einw./km²        | 79066      | 79220        |
| La Chapelle-Bâton        | 417 (2013)     | –          | – Einw./km²        | 79070      | 79220        |
| Cours                    | 541 (2013)     | –          | – Einw./km²        | 79104      | 79220        |
| Germond-Rouvre           | 1.170 (2013)   | –          | – Einw./km²        | 79133      | 79220        |
| Pamplie                  | 273 (2013)     | –          | – Einw./km²        | 79200      | 79220        |
| Saint-Christophe-sur-Roc | 553 (2013)     | –          | – Einw./km²        | 79241      | 79220        |
| Sainte-Ouenne            | 809 (2013)     | –          | – Einw./km²        | 79284      | 79220        |
| Surin                    | 654 (2013)     | –          | – Einw./km²        | 79320      | 79220        |
| Xaintray                 | 241 (2013)     | –          | – Einw./km²        | 79357      | 79220        |